# Dust Brothers
Dust Brothers je glazbeni producentski duo iz Los Angelesa koji čine Michael Simpson (E.Z. Mike) i John King (King Gizmo). Oni su poznati po stvaranju glazbe na principu sempliranja, tj. stvaranja novih glazbenih djela koristeći dijelove pjesama drugih glazbenika. Njihove najpoznatije produkcije su albumi Paul's Boutique (1989.) grupe Beastie Boys, i Beckov Odelay (1996.).
Dust Brothers je bilo i prvotno ime poznatog dua elektroničke glazbe The Chemical Brothersa, u znak štovanja prema ovom producentskom duu, no kako su The Chemical Brothers polako stjecali svjetsku slavu, Dust Brothersi su zatražili od njih da promijene ime.

## Povijest
Sve je počelo na jednom kalifornijskom koledžskom radiju sredinom 80ih, gdje su Dust Brothersi vodili emisiju o hip hopu zvanu "King Gizmo & E.Z. Mike's Big Beat Showcase". U to vrijeme vrlo malo DJ-a je puštalo hip hop muziku, a kamoli imalo cijelu emisiju posvećenu tom žanru.
Prvi album koji su Dust Brothers producirali je Loc'ed After Dark repera Tone Loca, a zatim je slijedio Stone Cold Rhymin', prvi album Young MC-a. Tada je član Dust Brothersa bio i Matt Dike, koji je bio i prijatelj Beastie Boysa. Koristeći muziku koju su čuvali za vlastiti prvi album, Dust Brothers su se združili s Beastie Boysima te snimili Paul's Boutique, drugi studijski album Beastie Boysa.
Sljedeći uspjeh hit-singla "Loser" iz 1994., Beck je odlučio raditi s Dust Brothersima. Za Becka se tada, kao i za Beastie Boys krajem 80ih, govorilo da je "one-hit wonder". Stoga su Dust Brothers s Beckom stvorili Odelay: još jedan album bogat sampleovima koji je pokupio najviše ocjene glazbenih kritičara.
1999. Dust Brothersi su snimili soundtrack za film Klub boraca, te je to jedini njihov samostalni uradak dosada.

## Diskografija

### Albumi
- Fight Club (1999.)

## Djelomični popis glazbenika koji su surađivali s Dust Brothers
- Beastie Boys
- Beck
- Blur
- Butthole Surfers
- Biz Markie
- The Chemical Brothers
- Coolio
- Hanson
- Ben Harper
- Korn
- KRS-One
- Marilyn Manson
- Mellow Man Ace
- Money Mark
- The Offspring
- Rolling Stones
- They Might Be Giants
- Tone Loc
- A Tribe Called Quest
- Young MC